# Saccharum kanashiroi
Saccharum kanashiroi är en gräsart som först beskrevs av Jisaburo Ohwi, och fick sitt nu gällande namn av Jisaburo Ohwi. Saccharum kanashiroi ingår i släktet Saccharum och familjen gräs. Inga underarter finns listade i Catalogue of Life.